# Veronica pinguifolia
Espèce
Synonymes
- Hebe godefroyana (Carrière) Cockayne
- Hebe pinguifolia (Hook.f.) Cockayne & Allan
- Veronica godefroyana Carrière
- Veronica pageana Hadden

Veronica pinguifolia est une espèce de plantes à fleurs de la famille des Plantaginaceae, originaire de l'île du Sud de la Nouvelle-Zélande,,. Sous son synonyme Hebe pinguifolia, son cultivar 'Pagei' a remporté le prix du mérite du jardin de la Royal Horticultural Society.

## Liens
- Ressources relatives au vivant :   - Germplasm Resources Information Network
  - Global Biodiversity Information Facility
  - iNaturalist
  - International Plant Names Index
  - New Zealand Organisms Register
  - Plants of the World Online